# Another Life
«Another Life» es una canción de la banda estadounidense de metal alternativo Motionless in White. Escrita por el vocalista Chris "Motionless" Cerulli, Drew Fulk y Josh Strock, fue producida por Drew Fulk y el propio Cerulli y apareció en el quinto álbum de estudio de la banda de 2019, Disguise. La canción también fue lanzada como el cuarto sencillo del álbum el 21 de enero de 2020.

## Composición y letra
«Another Life» fue escrita por Chris "Motionless" Cerulli, Drew Fulk y Josh Strock y compuesta por la banda. La canción es una precuela de «Eternally Yours» de su álbum anterior Graveyard Shift. Estas dos canciones hablan de dos personas que se conocen y se enamoran en una "vida futura metafórica", que simboliza la capacidad de amar a otra persona después de una dolorosa pérdida amorosa («Eternally Yours»), y el dolor que tuvieron que soportar para superarla. la relación anterior y poder amarse («Another Life»).

## Vídeo musical
El vídeo musical de «Another Life» se lanzó el 4 de diciembre de 2019 antes de que la canción se convirtiera en un sencillo oficial un mes después. Dirigido por Max Moore, el vídeo muestra a un hombre recordando los mejores momentos con su expareja luego de su ruptura; interpretado por Stitch D de The Defiled Fame y actual líder de Lowlives y su esposa en la vida real, Nina Kate respetuosamente.

## Otras versiones
El 1 de mayo de 2020, la banda lanzó un remix de la canción hecha por el vocalista de Beartooth y ex vocalista de Attack Attack!, Caleb Shomo. El 10 de agosto de 2020, la banda lanzó un EP que incluía una versión reinventada de la canción en colaboración con la cantante estonia Kerli.

## Personal
- Chris "Motionless" Cerulli – voz principal, compositor, productor
- Ryan Sitkowski – guitarra principal
- Ricky "Horror" Olson – guitarra rítmica, bajo, coros
- Vinny Mauro – batería, percusión
- Justin Morrow – bajo, coros (solo aparece en el vídeo musical)

## Posicionamiento en listas
| Lista (2020)                                  | Mejor posición |
| --------------------------------------------- | -------------- |
| Estados Unidos (Hot Hard Rock Songs)          | 10             |
| Estados Unidos (Hot Rock & Alternative Songs) | 35             |
| Estados Unidos (Mainstream Rock Airplay)      | 14             |
| Estados Unidos (Rock & Alternative Airplay)   | 41             |

## Certificaciones
| País           | Organismo certificador | Certificación | Ventas certificadas | Ref.   |
| -------------- | ---------------------- | ------------- | ------------------- | ------ |
| Estados Unidos | RIAA                   | Oro           | 500 000             | [ 12 ] |